# SN 2010jp
SN 2010jp – supernowa typu IIn odkryta 11 listopada 2010 roku w galaktyce A061630-2124. W momencie odkrycia miała maksymalną jasność 17,20m.